# Franz Hermann Troschel
Franz Hermann Troschel (Spandau, 10 ottobre 1810 – Bonn, 6 novembre 1882) è stato uno zoologo tedesco.

## Biografia
Troschel ha studiato matematica e scienze naturali a Berlino dal 1831. Nel 1844 ha completato la sua abilitazione come docente privato di zoologia presso l'Università Humboldt di Berlino. Dal 1840 fu alle dipendenze del direttore Martin Lichtenstein, curatore dello Zoologischen Museum di Berlino.
Nel 1849 divenne professore di zoologia e scienze generali all'Università di Bonn, ricoprendone la carica di rettore tra il 1860 e il 1861. Nel 1851 divenne membro dell'Accademia Cesarea Leopoldina, e fu inoltre membro della Gesellschaft Deutscher Naturforscher und Ärzte (GDNÄ).